# Бейт, Тайлер
Тайлер Бейт  (англ. Tyler Bate, род. 7 марта 1997, Дадли, Западный Мидленд) — английский рестлер, в настоящее время выступающий в WWE на бренде NXT, он является действующим чемпионом Соединенного Королевства NXT в рекордный второй раз.
В 2017 году он стал первым в истории чемпионом Соединенного Королевства WWE, став самым молодым чемпионом в одиночном разряде в истории WWE в возрасте 19 лет. По состоянию на декабрь 2021 года Тайлер является первым рестлером, владевшим пятью титулами в системе NXT, а также первым обладателем Тройной короны NXT UK.
Он известен, в основном, по совместной работе с Трентом Севеном в команде под названием «Усатая гора», они владели командными чемпионством NXT, командным чемпионством Chikara, командным чемпионством Progress и неоспоримым британским командным чемпионством RPW. Бейт, Севен и Пит Данн вместе образуют группировку «Британский силовой стиль», WWE прозвала этих троих «отцами-основателями NXT UK» за их роль в создании и развитии бренда.

## Личная жизнь
Бейт стал веганом после просмотра документального фильма 2014 года «Скотозаговор».

## Титулы и достижения
- Attack! Pro Wrestling
  - Чемпион 24:7 Attack! 24:7 (1 раз)[4]
  - Командный чемпион Attack! (1 раз) — с Трентом Севеном[5]
- Chikara
  - Командный чемпион Chikara (1 раз) — с Трентом Севеном[6]
  - Король трио (2017) — с Питом Данном и Трентом Севеном[7]
- Fight Club: Pro
  - Командный чемпион FCP (2 раза) — с Трентом Севеном[8]
  - Dream Tag Team Invitational (2018) — с Трентом Севеном[9]
- Great Bear Promotions
  - Кубок полутяжеловесов (2014)[10]
  - Турнир одного вечера URSA (2013)[11]
- International Wrestling Syndicate
  - Командный чемпион мира IWS (1 раз) — с Трентом Севеном[12]
- Kamikaze Pro
  - Командный чемпион Kamikaze Pr (1 раз) — with Dan Moloney[13]
  - Чемпион дивизиона Беспокойных (1 раз)[14]
- Over the Top Wrestling
  - Командный чемпион OTT (1 раз)[15] — с Трентом Севеном
- Progress Wrestling
  - Командный чемпион Progress (2 раз) — с Трентом Севеном[16]
- Pro Wrestling Illustrated
  - № 50 в топ 500 рестлеров в рейтинге PWI 500 в 2017[17]
- Revolution Pro Wrestling
  - Неоспоримый британский командный чемпион RPW (1 раз) — с Трентом Севеном[18]
- Shropshire Wrestling Alliance
  - Чемпион британских львов SWA (1 раз)[19]
  - Турнир британских львов (2014)[20]
- Westside Xtreme Wrestling (wXw)
  - Чемпион Shotgun wXw (1 раз)[21]
- WWE
  - Чемпион Соединённого Королевства WWE/NXT (2 раза, первый, финальный)[22]
  - Кубок наследия NXT UK (1 раз)[23]
  - Командный чемпион NXT (1 раз) — с Трентом Севеном[24]
  - Командный чемпион NXT UK (1 раз) — с Трентом Севеном[25]
  - Турнир на звание чемпиона Соединенного Королевства (2017)[26][27]
  - Турнир чемпионата Соединенного Королевства NXT (2022)[28]
  - Премия по итогам года NXT (1 раз)
    - Матч года (2017) — против Пита Данна за титул чемпиона Соединенного Королевства WWE на NXT TakeOver: Chicago

  - Турнир за звание командных чемпионов NXT (2018) — с Трентом Севеном[29]